# Trey Smith
Willard Carroll "Trey" Smith III (Los Ángeles, California; 11 de noviembre de 1992) es un actor, DJ y cantante estadounidense. Es el hijo de Will Smith y su primera esposa Sheree Zampino. Su madrastra es Jada Pinkett Smith, y sus hermanos son Jaden Smith y Willow Smith.
Trey fue la inspiración para el video de Will Smith «Just the Two of Us» cover de la canción del mismo nombre compuesta y ejecutada por Grover Washington Jr. Y Bill Withers.
Ha servido como corresponsal especial de Access Hollywood para eventos tales como los Nickelodeon Kids' Choice Awards, y el estreno de En busca de la felicidad. Tuvo un papel invitado en la serie de televisión All of Us.
A partir de julio de 2008, asiste a Oaks Christian High School, y juega en el equipo de fútbol de Junior Varsity. Fue seleccionado como el mejor jugador en un torneo.